# Ujhani
Ujhani es una ciudad y municipio situada en el distrito de Badaun en el estado de Uttar Pradesh (India). Su población es de 62039 habitantes (2011). 

## Demografía
Según el  censo de 2001 la población de Ujhani era de 51044 habitantes, de los cuales el 53% eran hombres y el 47% eran mujeres. Ujhani tiene una tasa media de alfabetización del 42%, inferior a la media nacional del 59,5%: la alfabetización masculina es del 48%, y la alfabetización femenina del 36%.